# Macedonische huismuis
De Macedonische huismuis (Mus macedonicus) is een knaagdier uit het geslacht Mus dat voorkomt van Noord-Macedonië, Bulgarije en Griekenland tot Noord- en West-Iran en Israël. Deze soort komt ook voor op enkele Griekse eilanden, maar niet op Cyprus, waar Mus cypriacus voorkomt, en op Kreta, waar de uitgestorven soorten Mus bateae en Mus minotaurus het geslacht Mus vertegenwoordigen. Deze soort wordt soms Mus abbotti Waterhouse, 1838 of Mus tataricus Satunin, 1908 genoemd, maar beide namen vertegenwoordigen een echte huismuis, niet M. macedonicus. Ook de naam spretoides Bonhomme et al., 1984 wordt wel gebruikt, maar dat is een nomen nudum (bovendien is macedonicus Petrov & Ružić, 1983 ouder). Er zijn Midden- tot Laat-Pleistocene fossielen bekend uit Israël; de naam camini Bate, 1942 die voor deze fossielen is voorgesteld is mogelijk een oudere naam voor macedonicus. De Israëlische populatie verschilt genetisch sterk van andere populaties.
Deze soort leeft in allerlei biotopen, ook door mensen verstoorde biotopen als graanvelden, bermen en groentevelden. Het dier komt echter niet voor in bossen en huizen.